# Kim Si-woo (cầu thủ bóng đá)
Đây là một tên người Triều Tiên, họ là Lee.
Kim Si-woo (sinh ngày 26 tháng 6 năm 1997) là một cầu thủ bóng đá Hàn Quốc thi đấu cho Gwangju FC.